# Ringwood
Ringwood è un paese di 12 567 abitanti della contea dell'Hampshire, in Inghilterra.